# Lipsia Automobilfabrik
Die Lipsia Automobilfabrik war ein deutscher Automobilhersteller in Leipzig. Zwischen 1922 und 1924 wurden dort Mittelklassewagen gebaut.
Den Lipsia gab es als Standardmodell mit 6/20-PS-Motor und als Sportmodell mit 6/30-PS-Motor.

## Quelle
- Werner Oswald: Deutsche Autos 1920–1945, 10. Auflage, Motorbuch Verlag Stuttgart (1996), ISBN 3-87943-519-7, Seite 450